# Якопо Саннадзаро
Я́копо Саннадза́ро (итал. Jacopo Sannazaro; 28 июля 1458, Неаполь — 6 августа 1530, Неаполь) — итальянский поэт и писатель. Писал на латыни, тосканском и неаполитанском наречиях. Наиболее известен как автор написанного прозиметром романа «Аркадия» и поэмы «Рождение Девы».

## Биография
Саннадзаро родился в 1458 году в Неаполе. Его отец умер приблизительно в 1462 году. Отрочество Якопо Саннадзаро провел в Ночера-Инферьоре и в Сан-Чиприано-Пичентино. Сельская атмосфера этих мест украсила поэзию Саннадзаро. Был близок с гуманистом Джованни Понтано, являлся членом понтановской академии, в стенах которой взял литературный псевдоним Actius Syncerus.
В течение многих лет преданно служил государям Арагонского дома. В 1483—1485 годах он с Альфонсом II дважды участвовал во вторжениях в Папскую область. Он быстро достиг известности как поэт и стал придворным поэтом. После смерти его главного покровителя, Альфонсо II (1495), в 1499 году он получил виллу Мерджеллина возле Неаполя от Федериго. После того как Федериго потерял корону, Саннадзаро последовал за ним в изгнание во Францию в 1501 году, откуда вернулся после смерти Федериго в Плесси-ле-Тур (1504). Последние годы поэт провел в Неаполе, где умер в 1530 году.
В качестве придворного поэта писал фарсы, комические монологи, развлекавшие придворное общество, любовную лирику в стиле Петрарки.

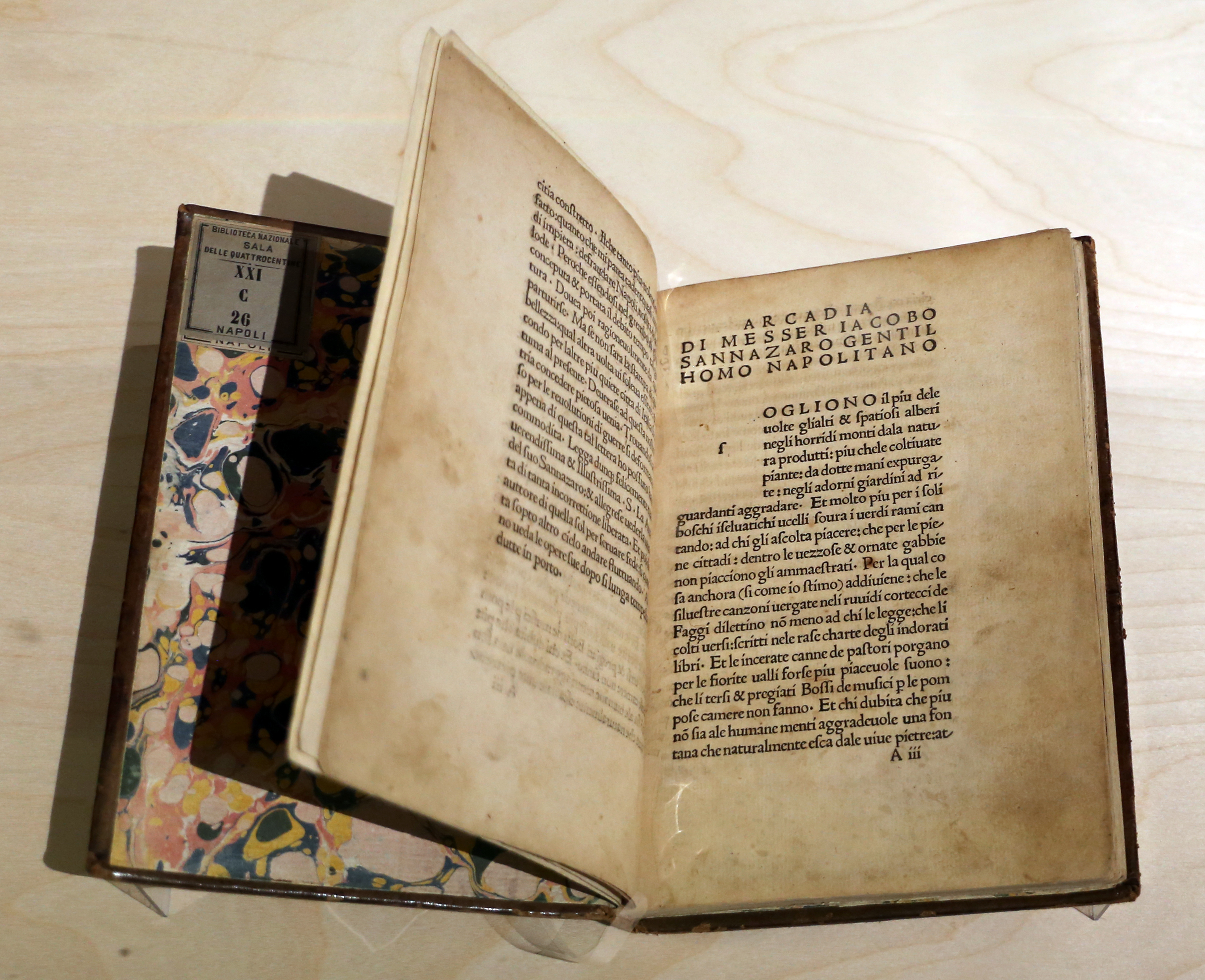
«Аркадия» (издание 1504 года)

Роман «Аркадия», написанный прозиметром, автор начал в 1480-х гг. и завершил около 1489. «Аркадия» была опубликована в Венеции в 1504 году и (в сильно отредактированном виде) там же в 1524 году. Саннадзаро черпал вдохновение в работах античных авторов, писавших в пасторальном жанре, — латинских (Вергилия, Кальпурний) и греческих («Идиллии» Феокрита). В центре повествования страдающий от любви поэт («Sincero»), который уходит из города (в данном случае Неаполя), чтобы жить в безмятежности и простоте Аркадии. В сельской Аркадии он пускается в странствия, прислушиваясь к любовным или печальным песням пастухов.
В 1526 году Саннадзаро опубликовал эпическую латинскую поэму «Рождение Девы» (De partu Virginis), обнаруживающую (в стиле и языке) влияние Вергилия. Несмотря на небольшой размер поэмы (около 1500 стихов), Саннадзаро работал над ней более 20 лет. Ныне «Рождение Девы» оценивается как образец духовно-религиозной лирики Ренессанса и выдающийся памятник латинской поэзии как таковой в целом.

## Рецепция
«Аркадия» — первая крупная пастораль в ренессансной Европе, которая приобрела международный успех. Роман оказал решающее влияние на развитие пасторального жанра в европейской литературе XVI—XVII веков («Семь книг Дианы» Монтемайора, 1559; «Пасторальная поэма» Белло, 1565; «Галатея» Сервантеса, 1585; «Аркадия» Лопе де Вега, 1598; «Аркадия» Сидни, 1580; «Астрея» Юрфе, 1610—1619).
Кукольник написал драматическую фантазию «Джакобо Санназар» (1833), которую читают герои «Неточки Незвановой» Достоевского.

## Публикации на русском языке
- Эпоха возрождения. М.: Изд-во Просвещение СССР, 1966 (Зарубежная литература)
- Саннадзаро Якопо. Аркадия. / Пер. с итал., статья, коммент. А. Н. Триандафилиди. — М.: Водолей, 2017 (Серия «Пространство перевода») — 272 с. ISBN 978-5-91763-359-6
- Саннадзаро Якопо. Аркадия / Пер. с итал. Петра Епифанова. — СПб.: Издательство Ивана Лимбаха, 2017. — 292 с. ISBN 978-5-89059-283-5